# 小行星1320
小行星1320（1320 Impala）是一颗围绕太阳公转的小行星。1934年5月13日，西里爾·傑克遜在约翰内斯堡发现了此天体。
該小行星以高角羚命名。
这颗小行星的绝对星等为205.12393等。